# Fehér-kék-fehér zászló
A fehér-kék-fehér zászló (oroszul: Бело-сине-белый флаг, БСБ) a háborúellenes tiltakozások szimbólumává vált 2022-ben Oroszországban az orosz–ukrán háború idején (orosz invázió Ukrajnában). A zászlót először 2022. február 28-án említették a Twitteren, ezt követően terjedt el az orosz ellenzéki erők körében. Az aktivisták szerint a zászló mindenekelőtt az emberek békéért és szabadságért való összefogásának szimbóluma. Felhívták a figyelmet a Velikij Novgorod zászlajának korábbi változatával való folytonosságra is. A Novgorodi Köztársaság egyik legfontosabb kormányzati intézménye a novgorodi vecse volt, amely a Vlagyimir–szuzdali Fejedelemséggel ellentétben korlátozta a fejedelem hatalmát.

## Méret és szín szabványosítása
| Szín    | Fehér       | Kék        | Fehér       |
| ------- | ----------- | ---------- | ----------- |
| Pantone | fehér       | 2925C      | fehér       |
| CMYK    | 0,0,0,0     | 100,41,5,0 | 0,0,0,0     |
| RGB     | 255,255,255 | 0,131,214  | 255,255,255 |
| HTML    | #FFFFFF     | #0083D6    | #FFFFFF     |

## Történelem

Velikij Novgorod város zászlaja 1994–2006 között

A fehér-kék-fehér zászló használatának első ismert helye a virtuális Novgorodi Köztársaság honlapja volt, amely 2006-ban jelent meg (a webarchívumban az oldal legkorábbi oldalai 2010-ből származnak). A zászló alapjául Velikij Novgorod akkori hivatalos zászlaja szolgált. Az oldal készítője, Martin Posthumus amerikai programozó szerint a projekt egy alternatív történelem példájaként született meg, amelyben a Novgorodi Köztársaság csapatai legyőzték a Moszkvai Nagyfejedelemség csapatait a selonyi csatában.
Egy 2013. november 25-én kelt bejegyzésben az LJ truvor egyik felhasználója megemlítette a fehér-kék-fehér novgorodi zászlót „Katalin címere nélkül”, mint „nagyszerű választást jövőbeli köztársaságunk számára”. Szerinte „Novgorod, még teljesen lerombolva és letaposva is, a valódi Oroszország szelleme. Az Oroszország történelmét kisajátító Horda öntudatlanul a novgorodi sírból érzi az oroszországi felkelés veszélyét.”
Először a LiveJournal felhasználója, Andrej Csugyinov javasolta Oroszország alternatív zászlajaként való használatát 2019. augusztus 22-én. 
A háborúellenes tiltakozásokkal kapcsolatban először 2022. február 28-án emlegették a Twitteren, és az ellenzéki erők széles körben elfogadták. Háborúellenes tüntetéseken használták Tbilisziben (Grúzia), valamint Németországban, Cipruson és Jekatyerinburgban, Oroszországban is.
Az aktivisták szerint a békéért és a gondolatszabadságért folytatott harcot szimbolizálja. A vérrel és a szovjet múlttal kapcsolatos vörös színt a békés fehér váltotta fel.[forrás?] A színkombináció a Novgorodi Köztársaság hagyományainak emlékeként a régi Velikij Novgorod zászlaját is emlékezteti.
Egyes aktivisták szerint a fő különbség az orosz zászlótól – a piros csík hiánya – a tiltakozás jelképe, mert elutasítja a háborúkultuszt, a katonai terjeszkedést, új lapot mutat az orosz történelemben, ahol nincs helye az autokráciának, a militarizmusnak, az erőszaknak és a vérnek. Szerintük a zászló megjelenését a Velikij Novgorod államkori szimbólumai ihlették, amely az aktivisták szerint a Novgorodi Köztársaság központja volt, és az egyetlen esélyes jelkép az igazi demokrácia címére az orosz történelemben. A fehérorosz fehér-vörös-fehér zászlóhoz való hasonlóságot speciális szimbolikának nevezik. Maguk a színek egyes aktivisták szerint a békét, a tisztaságot, az óvatosságot (fehér), valamint az igazságot és az igazságosságot (kék) jellemzik.[forrás?]

Az Oroszországi Föderáció állami zászlaja 1991 és 1993 között

A középső kék csík színe közel áll az 1991 és 1993 között használt orosz zászlóéhoz.

## Ellenkezés a hatóságok részéről
2022. március 6-án egy moszkvai lakost, Anna Dubkovát egy rendőr őrizetbe vette az „elfogási” terv részeként az autójára helyezett fehér-kék-fehér zászló miatt. A jegyzőkönyv kimondja, hogy a zászló „... az ellenzéki erők között elterjedt háborúellenes tiltakozások” szimbóluma. A bíróság Anna Dubkovát a közigazgatási szabálysértési törvény 19. cikkének (3) bekezdése alapján 15 nap börtönbüntetésre ítélte.

## Képtár

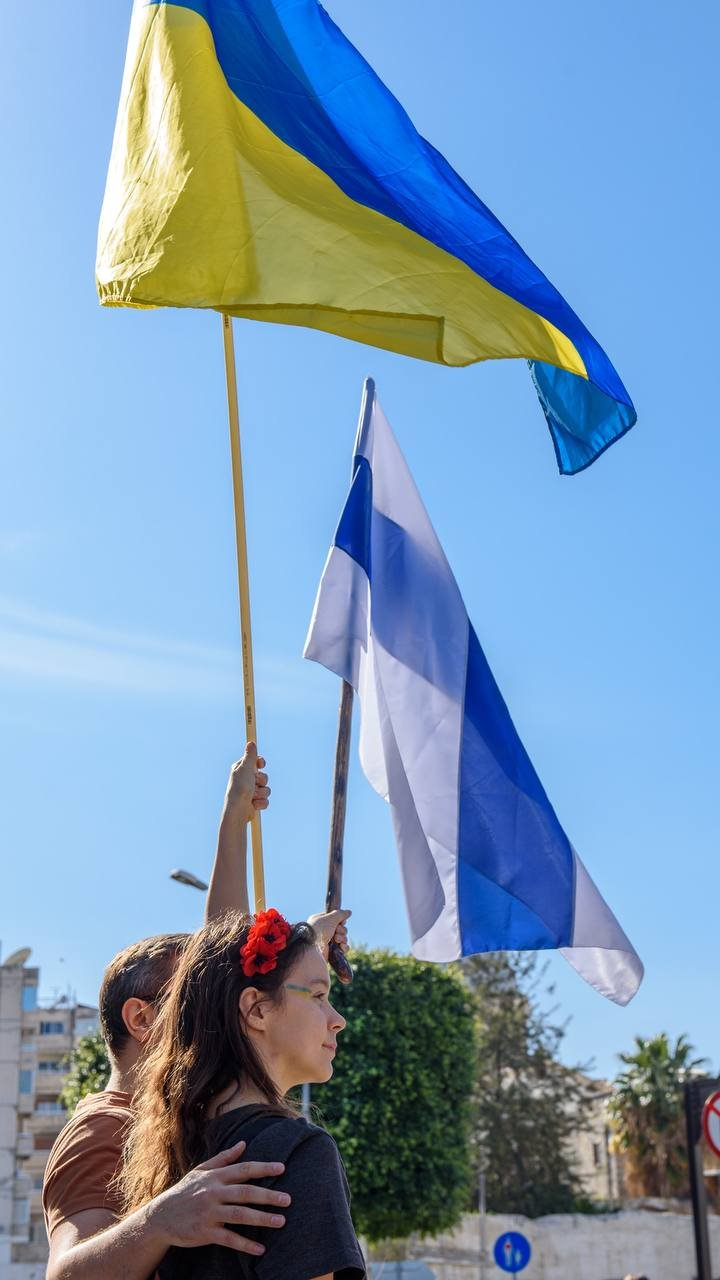
Ukrajna állami zászlaja és az orosz tiltakozó zászló

## Hasonló zászlók

Velikij Novgorod zászlaja 1994–2006
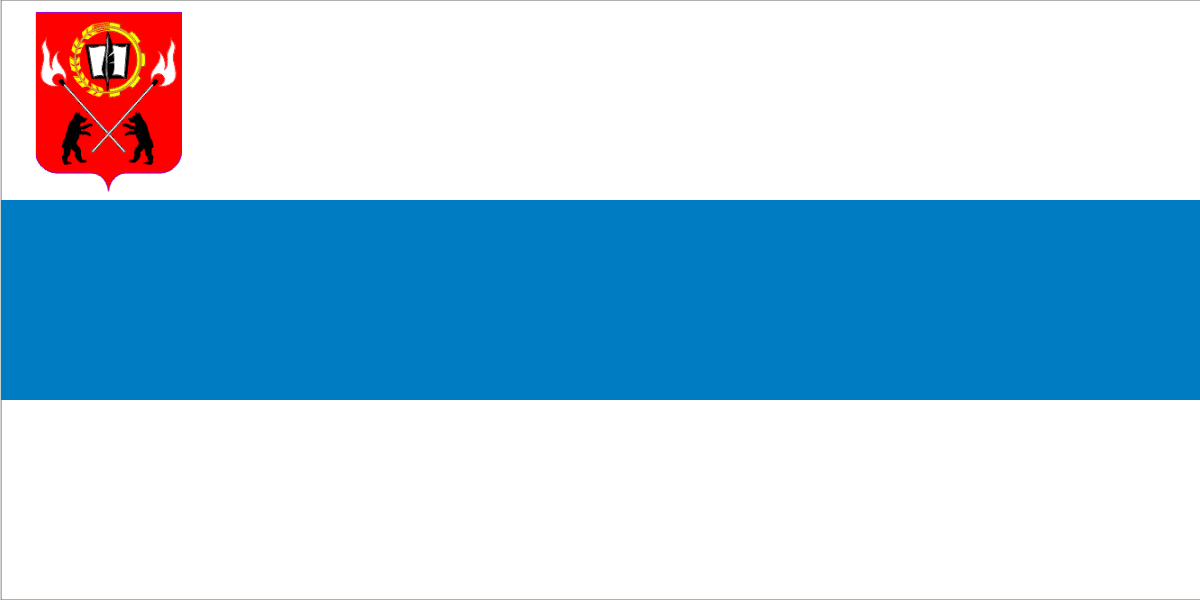
A Novgorodi terület Csudovói járásának zászlaja 1997–2008
Vejsnorija virtuális állam zászlaja
Zug svájci kanton zászlaja

## Fordítás
Ez a szócikk részben vagy egészben  a(z)   Біло-синьо-білий прапор című ukrán Wikipédia-szócikk ezen változatának fordításán alapul.  Az eredeti cikk szerkesztőit annak laptörténete sorolja fel. Ez a jelzés csupán a megfogalmazás eredetét és a szerzői jogokat jelzi, nem szolgál a cikkben szereplő információk forrásmegjelöléseként.